# 香川県専修学校一覧
香川県専修学校一覧（かがわけんせんしゅうがっこういちらん）は、香川県の専修学校の一覧。

## 公立専修学校

### 仲多度郡
- 香川県立農業大学校

## 私立専修学校

### 高松市
- 吉田愛服飾専門学校
- キッス調理技術専門学校
- シャルムドレスメーカー専門学校
- 高松市医師会看護専門学校
- 香川県歯科医療専門学校
- 守里会看護福祉専門学校

- 専門学校穴吹コンピュータカレッジ
- 専門学校穴吹ビジネスカレッジ
- 専門学校穴吹デザインカレッジ
- 穴吹医療大学校
- 四国医療福祉専門学校
- 専門学校穴吹リハビリテーションカレッジ
- 専修学校香川県美容学校

- 四国総合ビジネス専門学校
- 専門学校穴吹工科カレッジ
- 専門学校穴吹ビューティカレッジ
- 専門学校穴吹パティシエ福祉カレッジ
- 高松高等予備校
- 専門学校穴吹動物看護カレッジ

### 丸亀市
- さぬき福祉専門学校

### 善通寺市
- 香川看護専門学校
- 国立病院機構四国こどもとおとなの医療センター附属善通寺看護学校

### 三豊市
- 四国学院大学専門学校

### 綾歌郡
- 四国医療専門学校